# Hugo Simberg
Hugo Gerhard Simberg, né le 24 juin 1873 à Hamina (grand-duché de Finlande) et mort le 12 juillet 1917 à Ähtäri, est un artiste peintre symboliste, graphiste et sculpteur finlandais d'ascendance suédoise,.

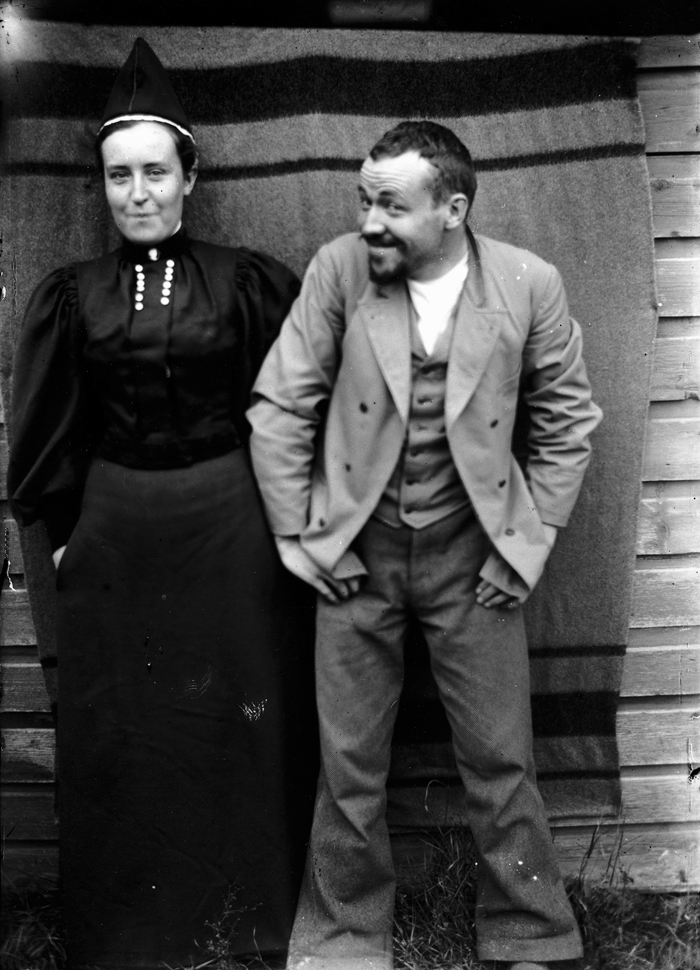
Hugo Simberg et sa sœur : photo prise par lui-même

## Biographie
Hugo Simberg est l'un des neuf enfants du colonel Nicolai Edward Simberg (1822-1915) et de sa seconde épouse Ebba Matilda Widenius (1840-1897). Son père a aussi eu neuf enfants de son premier mariage.
Hugo Simberg grandit à Hamina et, dès l'âge de huit ans, à Viipuri.
En 1891, il entre à l'École de dessin de Viipuri.
De 1893 à 1895, il étudie à l'école de dessin de l'association des arts, et partage la même classe qu'Hilda Flodin et Ester Helenius.
Dès ses premières œuvres, il laisse voir son penchant pour l'art symboliste, mais l'Ateneum ne lui donne pas la possibilité d'étudier les matières qui lui semblent importantes. Découragé, il décide alors d'écrire au maître du symbolisme Akseli Gallen-Kallela, qui l'accepte comme étudiant à Ruovesi en 1895. Commence alors la phase certainement la plus importante du développement artistique d'Hugo Simberg. Gallen-Kallela l'encourage à développer son propre style. Le jeune Simberg passe l'été à Niemenlauta, la résidence d'été de la famille à proximité de Viipuri. Les paysages de cette région influenceront ses œuvres à venir.
En 1896, Hugo Simberg voyage à Londres et, en 1897, il séjourne à Paris, puis entreprend un périple en Italie. Durant ces années, il présente ses travaux aux expositions de l'association des artistes finlandais. Ses succès lui permettent de devenir membre de l'association des artistes finlandais et, bientôt, on lui offre d'enseigner à École de dessin de Viipuri.
Les travaux de construction de la cathédrale de Tampere, conçue par Lars Sonck, débutent en 1903. L'architecte Lars Sonck veut que la cathédrale soit un ouvrage d'esprit Art nouveau et demande à Magnus Enckell de réaliser le retable et à Hugo Simberg de peindre la voûte et les vitraux, ce que dernier fera en 1905–1906.
Il peint deux fresques murales : Haavoittunut enkeli (l'ange blessé) et Kuoleman puutarha (le jardin de la mort), et sur la rambarde de la galerie Köynnöksenkantajat. Ces peintures ne sont pas des décorations habituelles pour une église, mais pour les vitraux Simberg emploie l'univers propre aux valeurs traditionnelles chrétiennes.
En dépit de cela, le garçon nu, peint dans la scène intitulée Köynnöksenkantajat, est du jamais vu et cause beaucoup de remous dans la bonne société finlandaise.
De 1907 à 1917, Simberg enseigne à l'école de dessin de l'association des arts.
Lors de l'exposition artistique de Paris en 1908, l'artiste finlandais subit un choc sévère quand les critiques l'estiment terne et incolore. De nombreux artistes cherchent dès ce moment à s'engager dans des voies nouvelles, mais Simberg reste symboliste, aussi juge-t-on qu'il a fait son temps. Conscient de cette réaction, Simberg décide d'exposer des œuvres à l'aspect naturaliste, coloriste ou même impressionniste, mais fidèle à lui-même il continue en parallèle de peindre des œuvres imaginaires comme il les aime. Dans ses productions jaillit toujours ce monde de fantaisie imaginative qui lui est propre. Alors que, pour d'autres artistes le symbolisme n'a été qu'une mode passagère, lui en a fait sa forme naturelle d'expression.
Il était également illustrateur de contes. Ésotériques et symbolistes, telles apparaissent les miniatures de Simberg, aussi étranges que certains rêves. Leur compréhension peut toutefois être facilitée par la lecture des Contes d’Andersen.
Hugo Simberg repose au cimetière d'Hietaniemi.

## Galerie

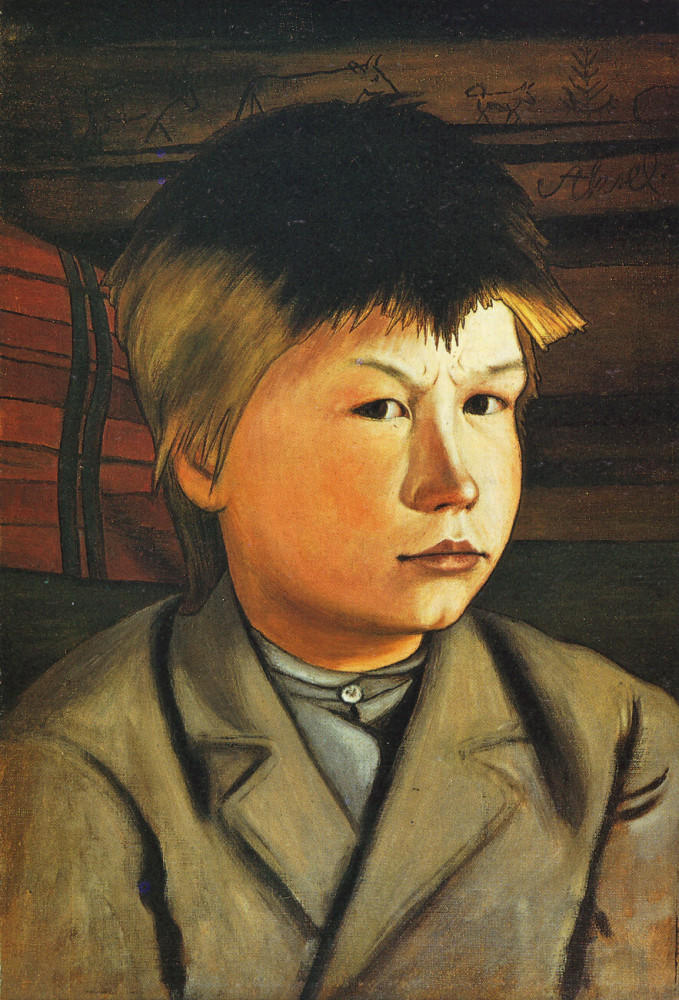
Akseli (1887)
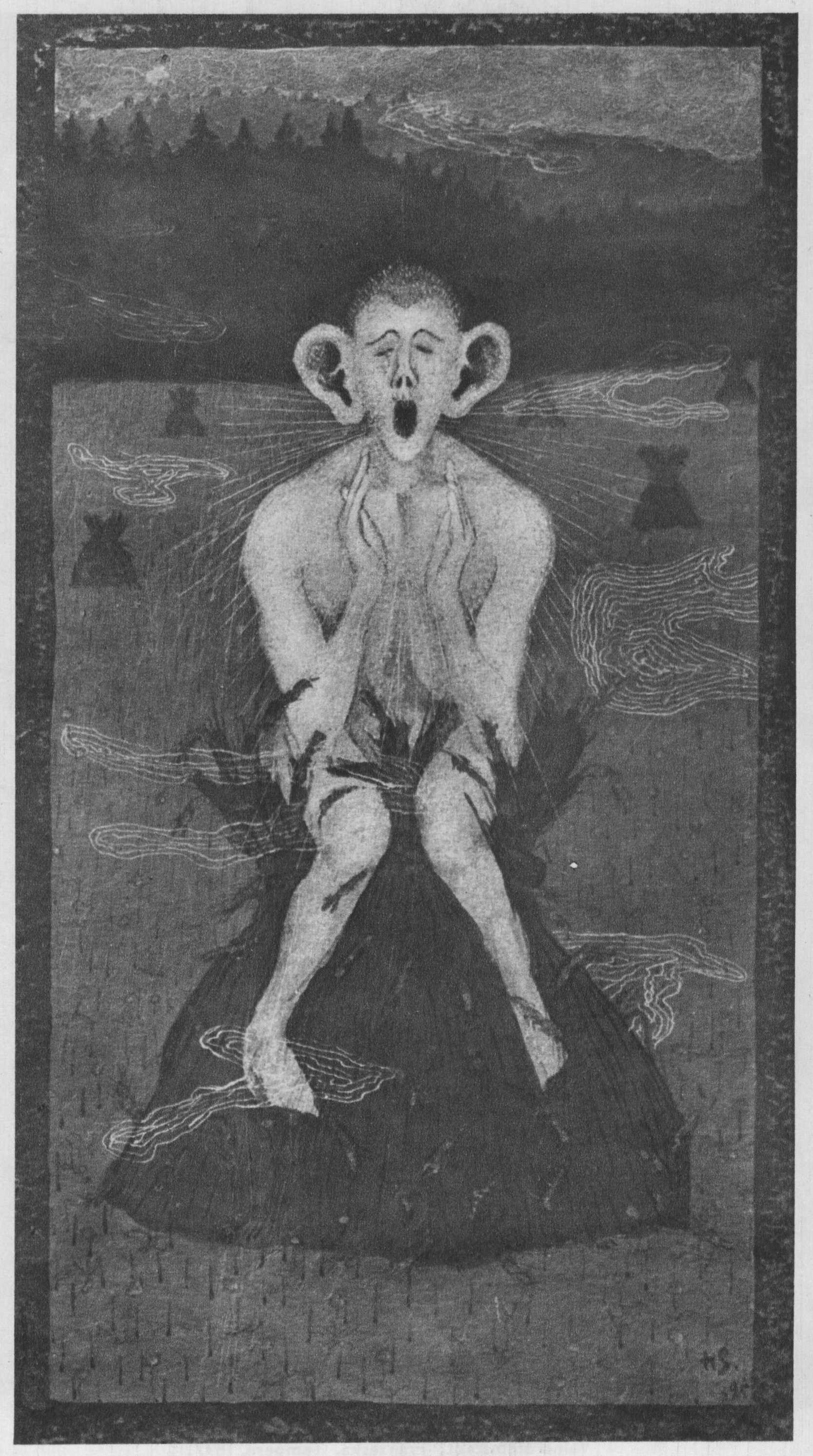
Halla (1895)
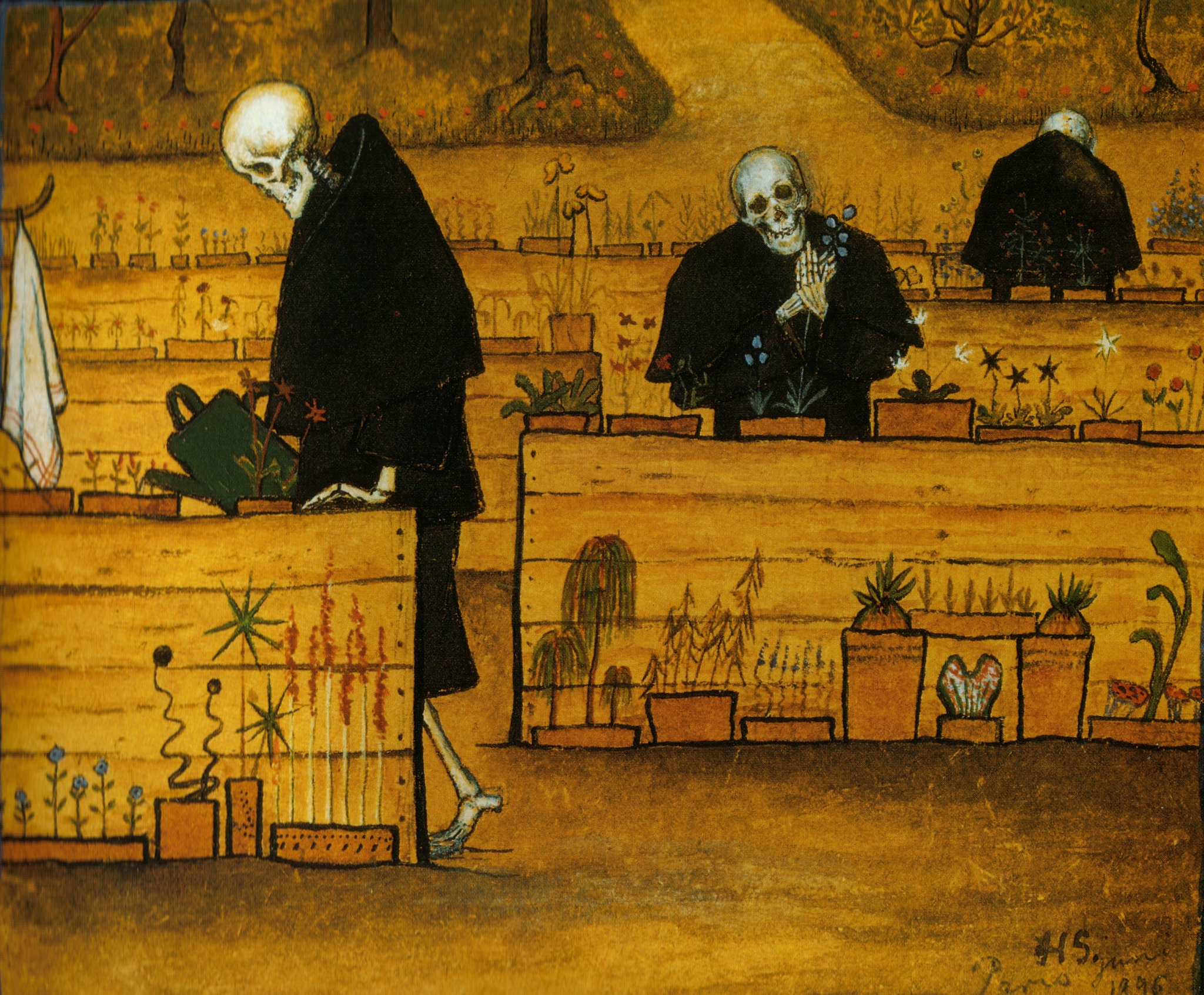
Kuoleman puutarha (1896)
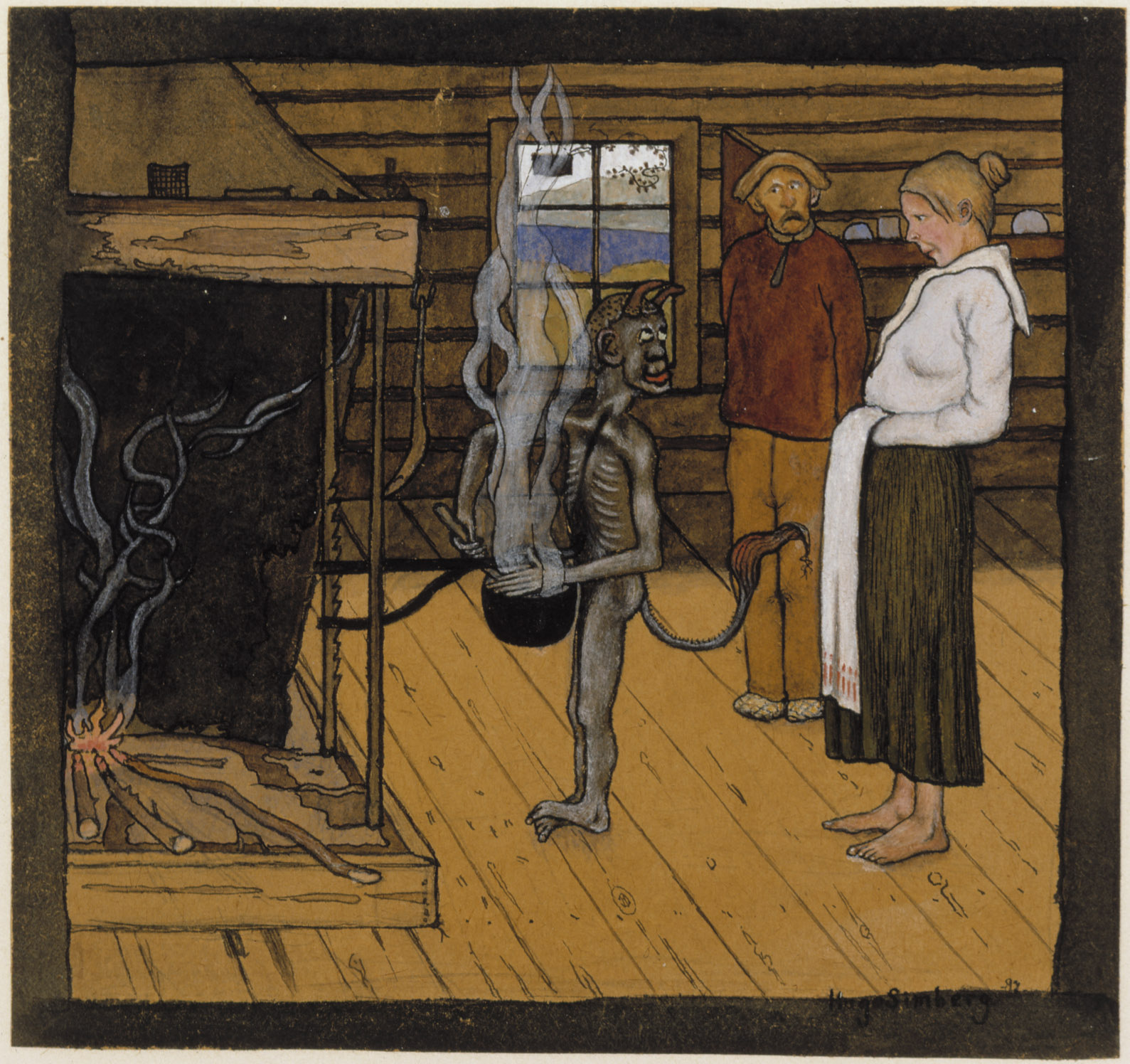
Piru padan ääressä (1897)
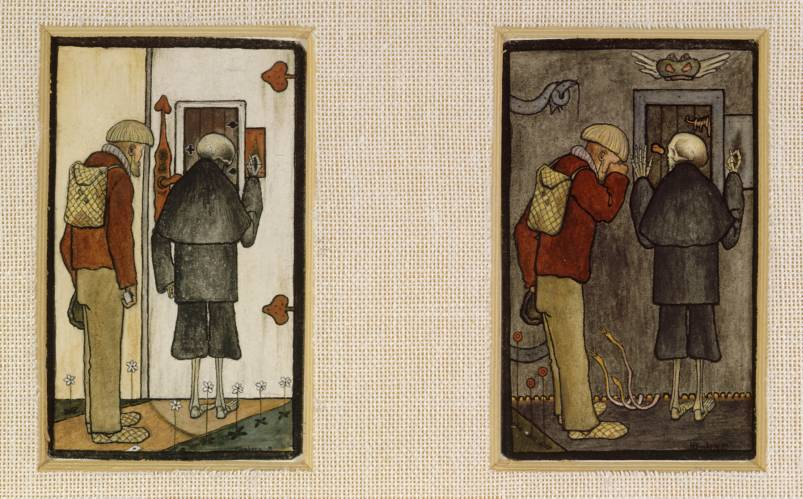
Talonpoika ja kuolema taivaan ja helvetin portilla (1897)
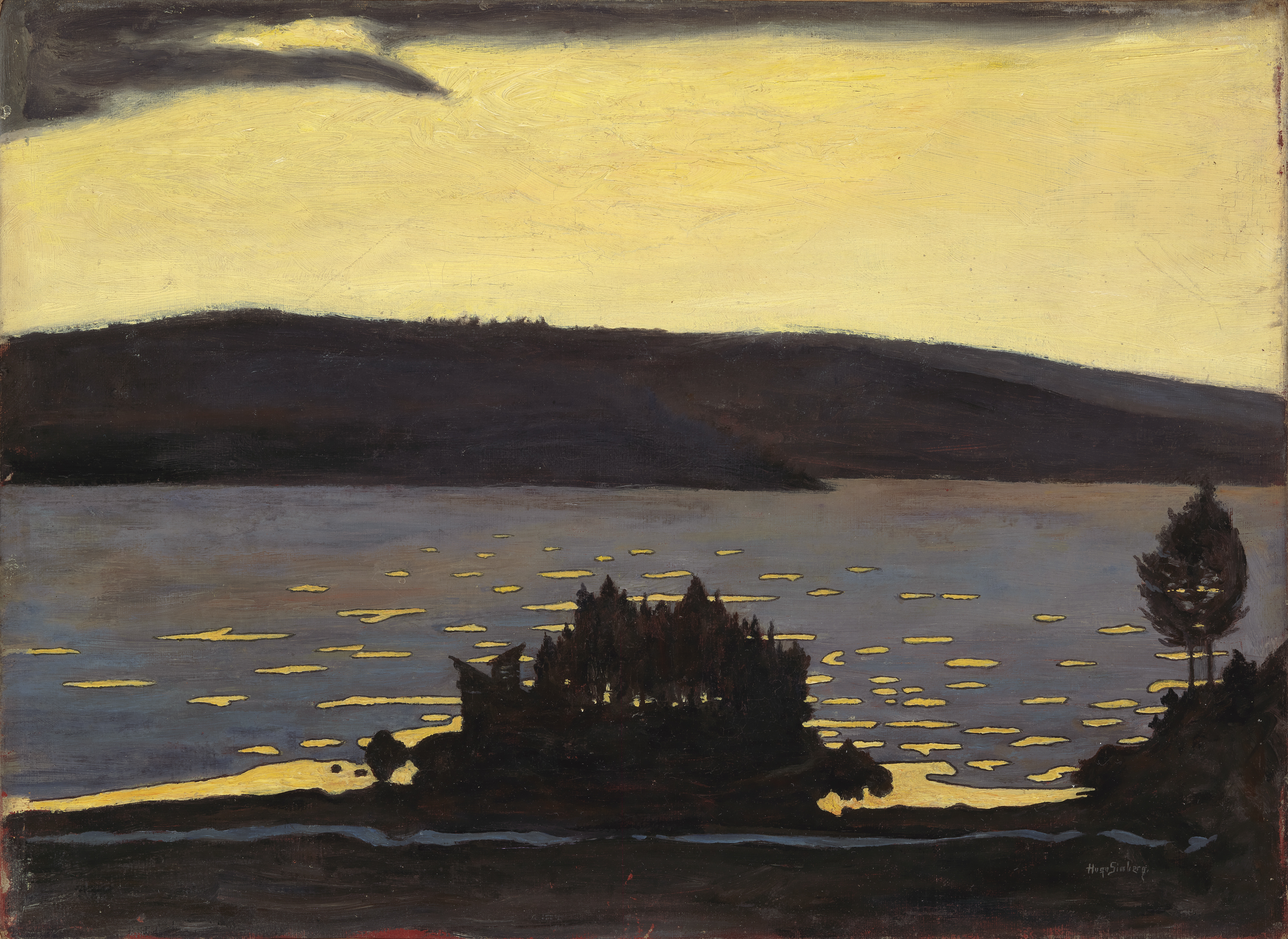
Kevätilta jäänlähdön aikaan (1897)
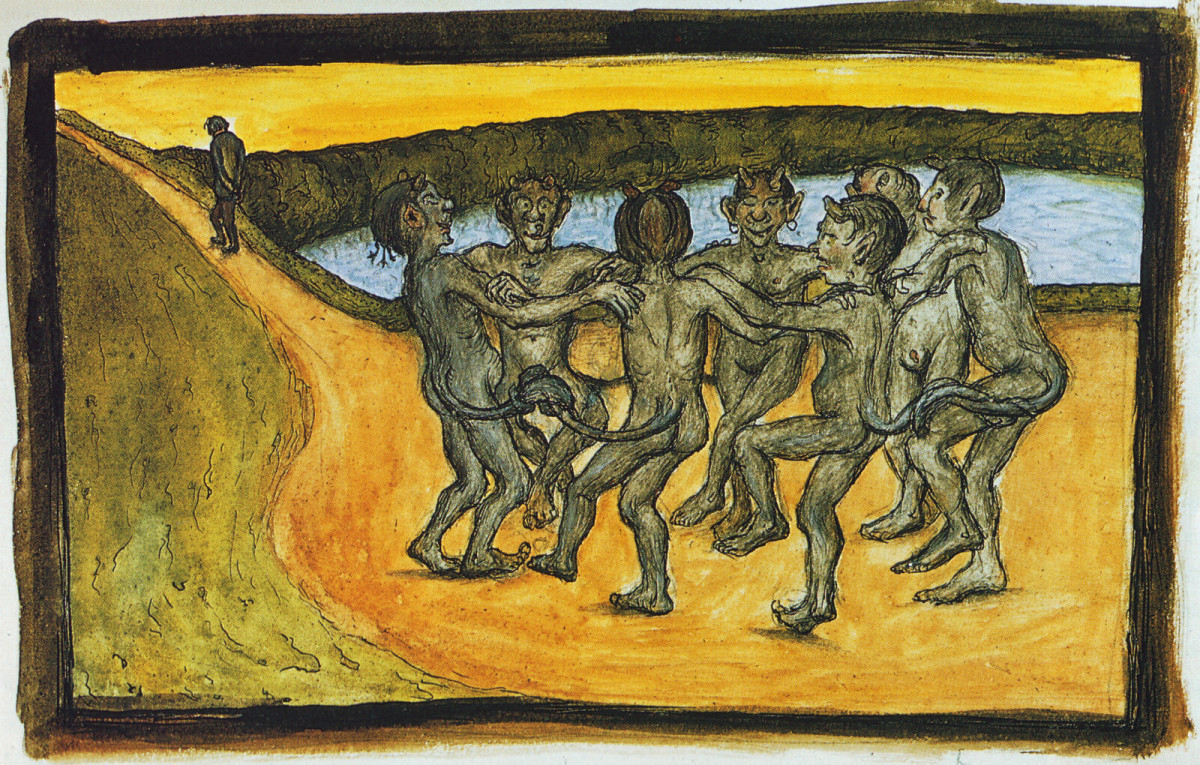
Piiritanssi (1898)
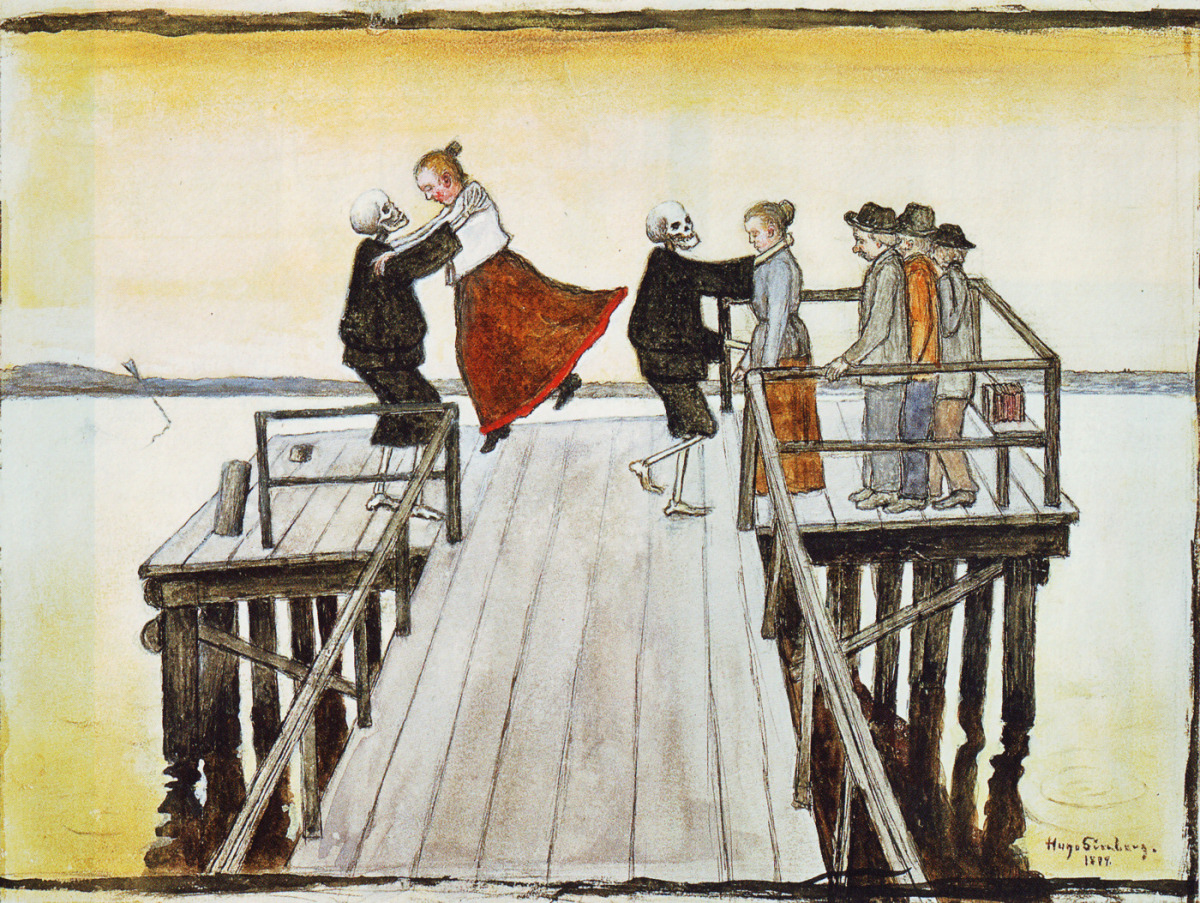
Tanssi sillalla (1899)
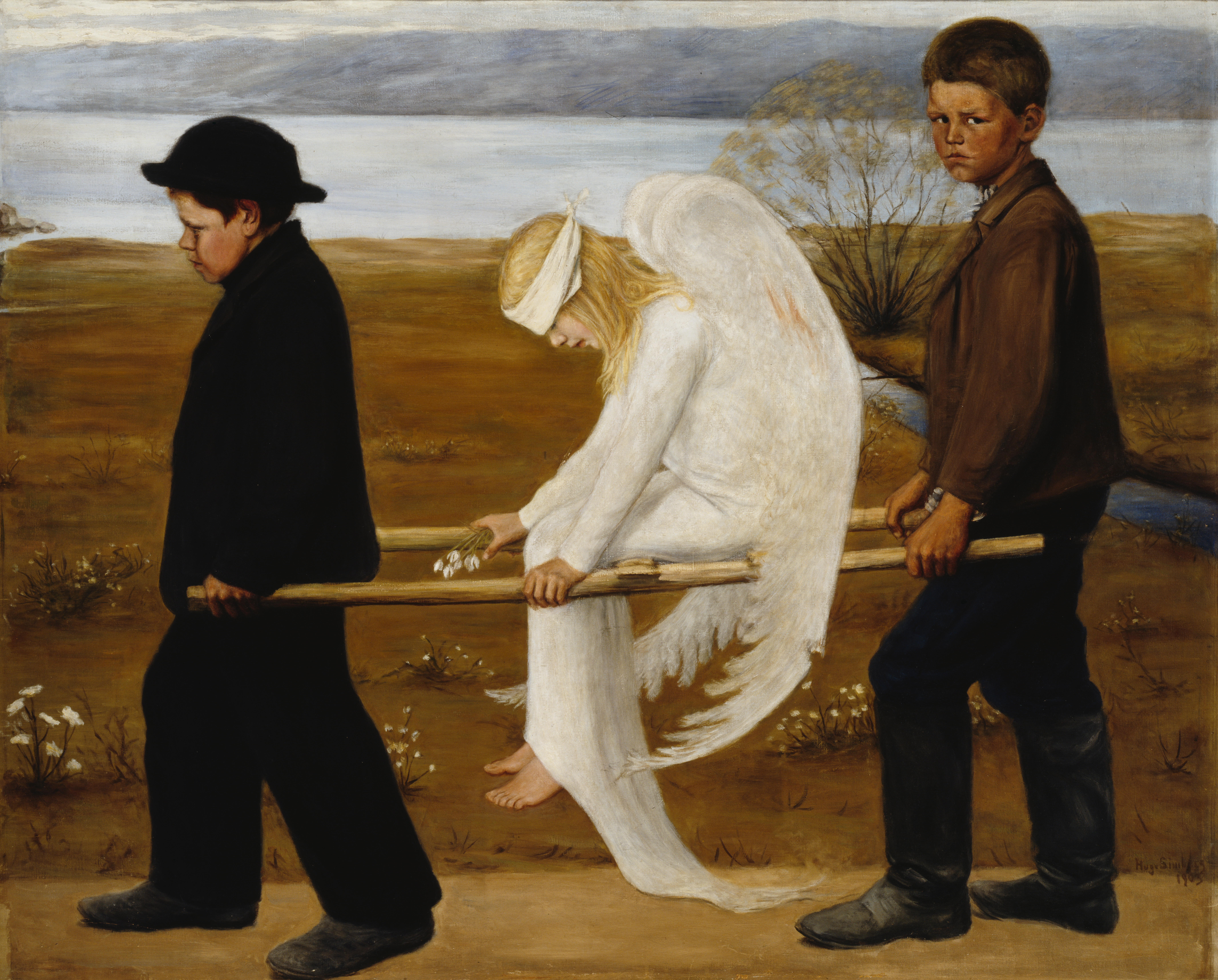
L'Ange blessé (1903)
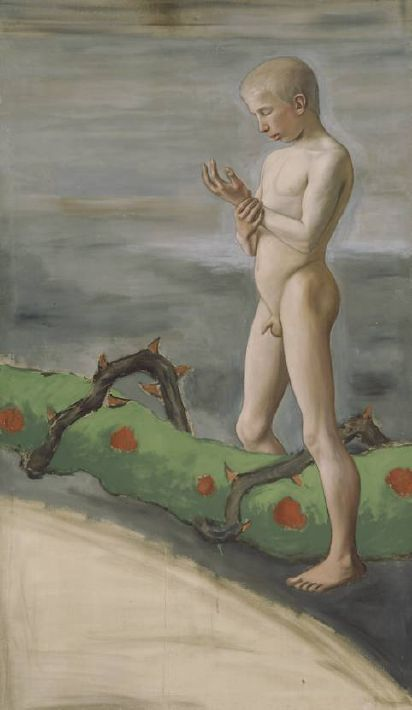
Köynnöksenkantajat (1906)
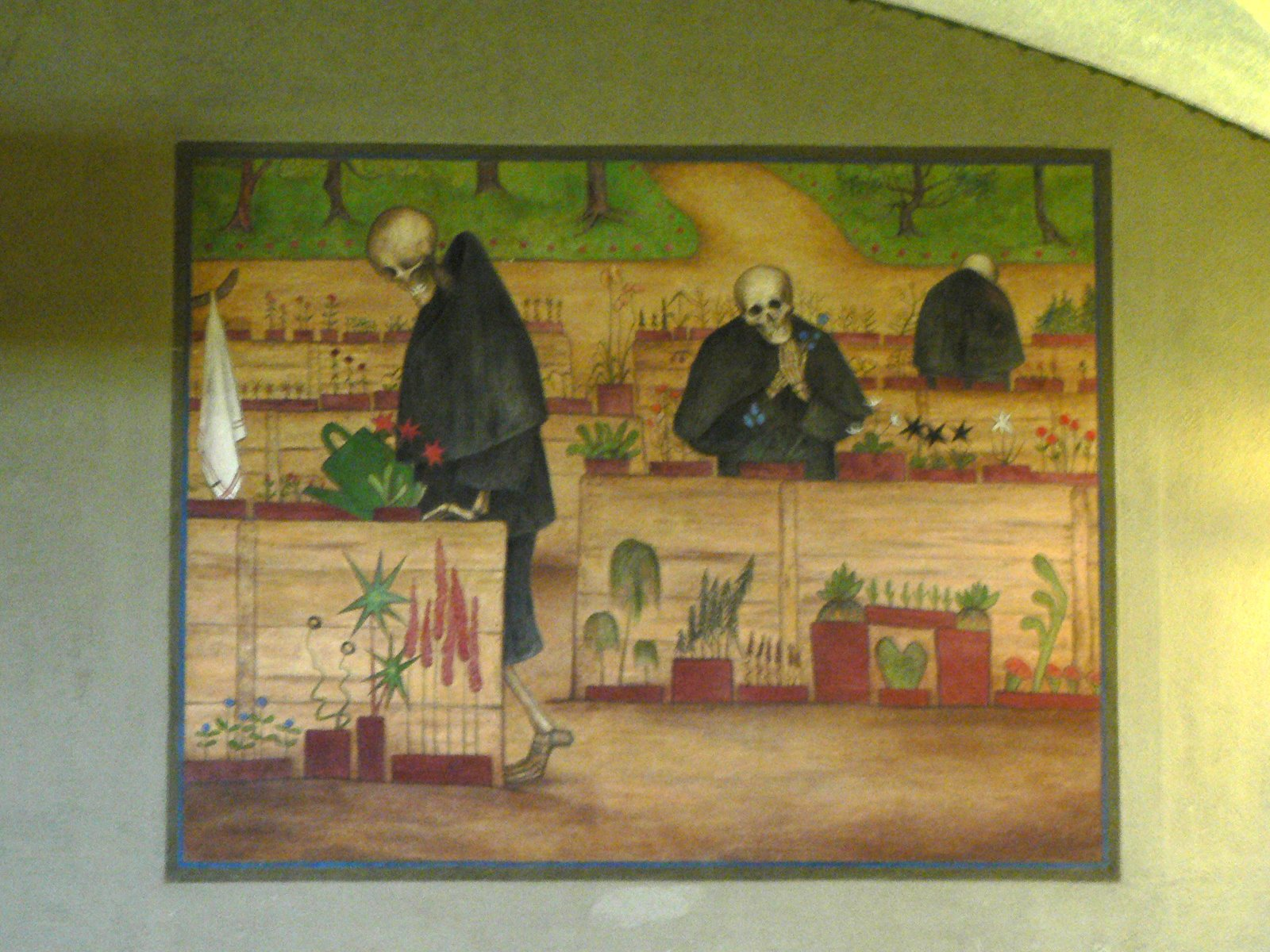
Kuoleman puutarha (1906)
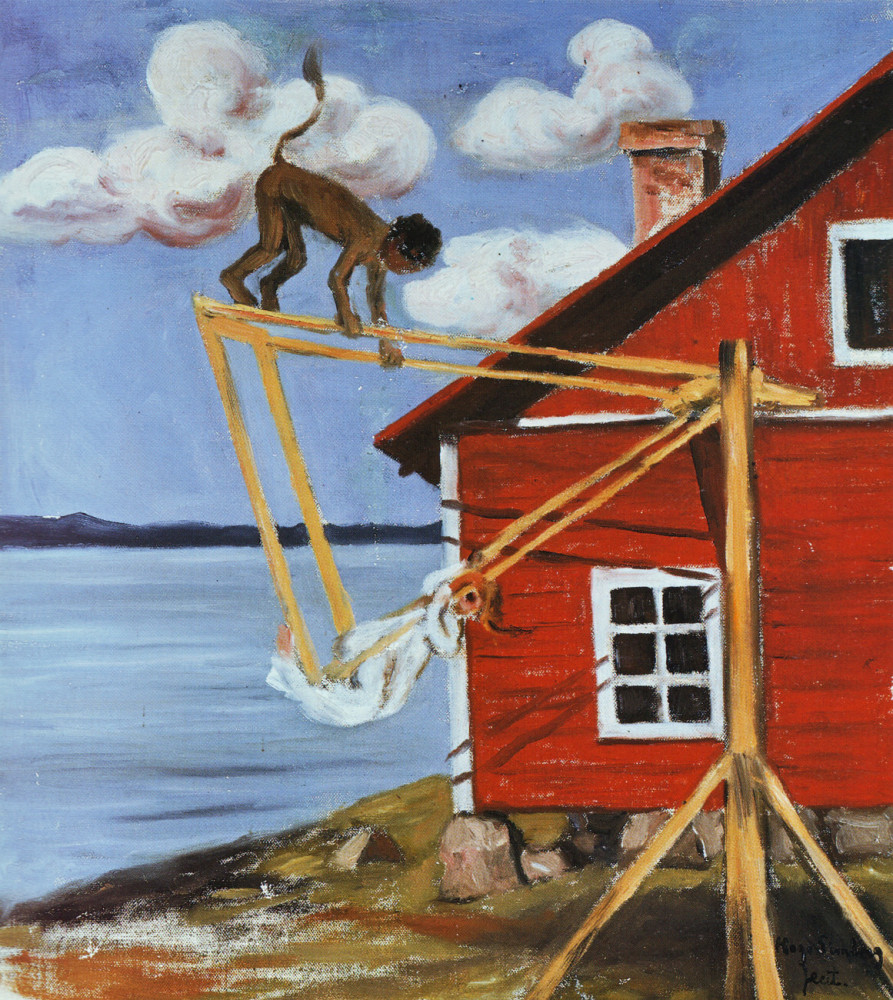
Pirunkiikku (1907)
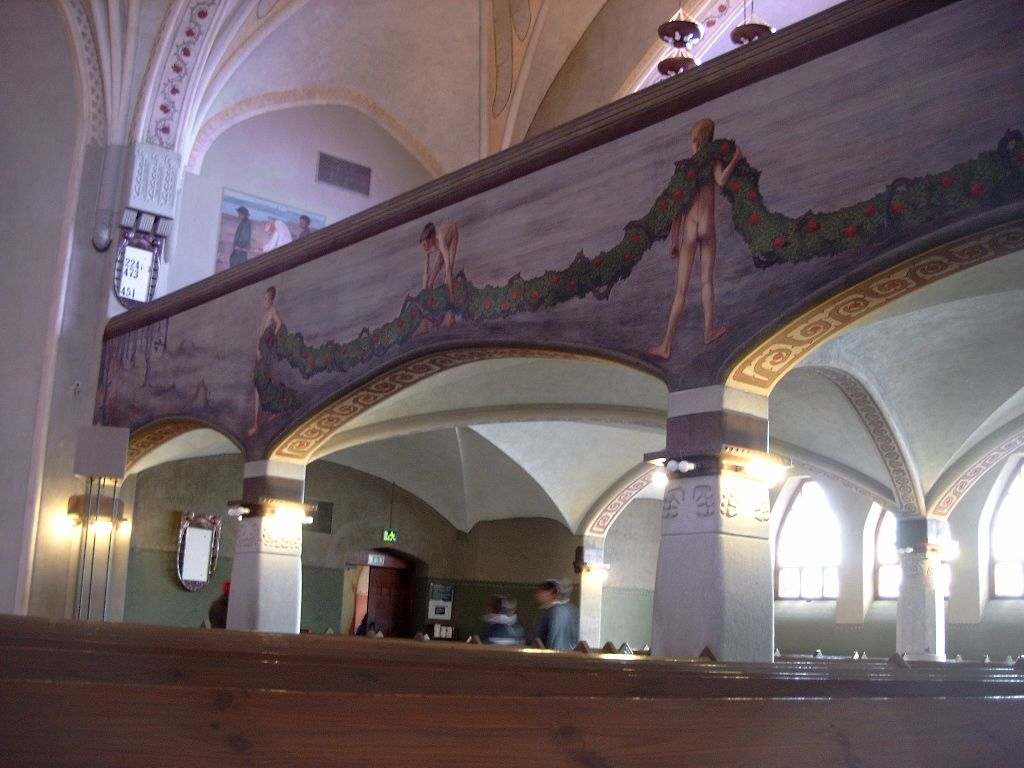
Fresque de la cathédrale de Tampere.